# Bahnhof Shin-Toyohashi
Der Bahnhof Shin-Toyohashi (jap. 新豊橋駅, Shin-Toyohashi-eki) ist ein Bahnhof auf der japanischen Insel Honshū, betrieben von der Bahngesellschaft Toyohashi Tetsudō. Er befindet sich in der Präfektur Aichi auf dem Gebiet der Stadt Toyohashi und steht in unmittelbarer Nachbarschaft des Bahnhofs Toyohashi.

## Beschreibung

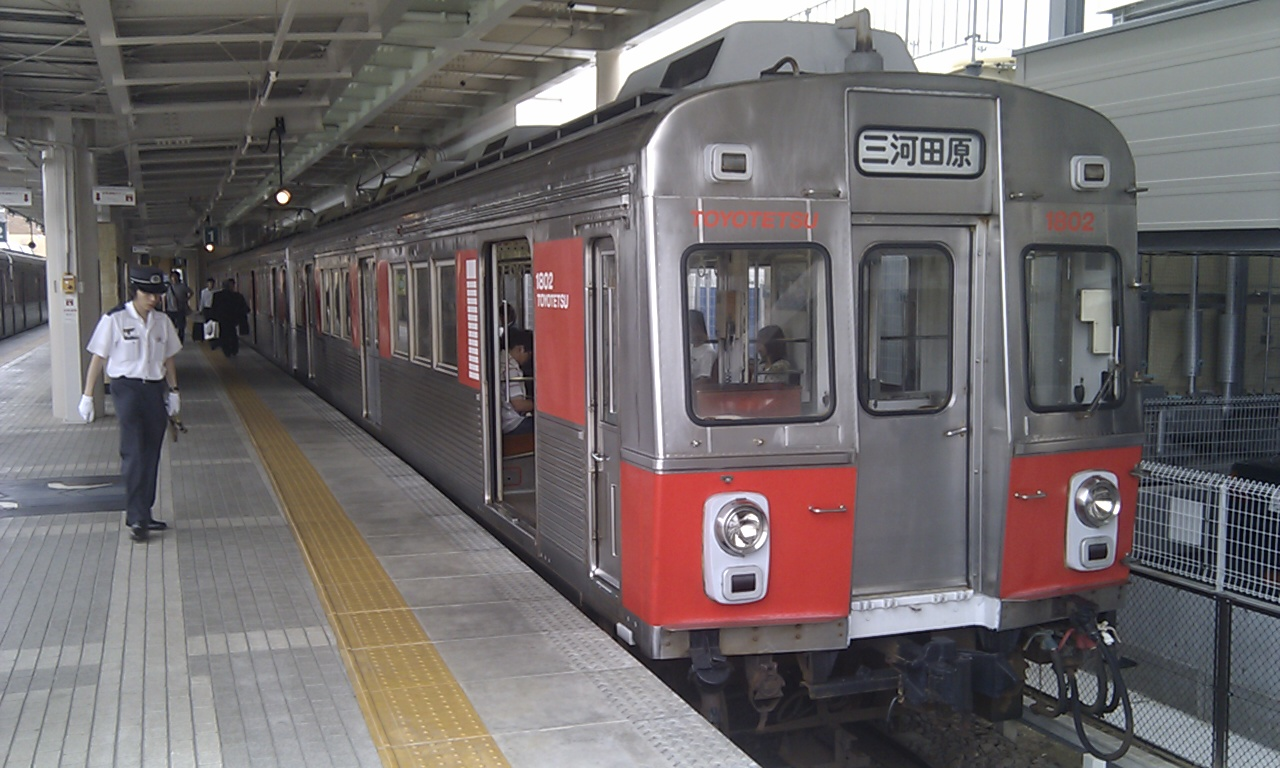
Zug der Atsumi-Linie

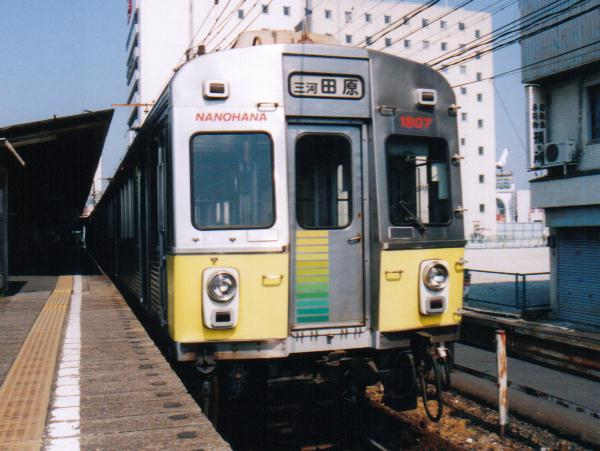
1800er-Serie vor dem Umzug am Bahnsteig geparkt (Foto aufgenommen im März 2005)

Shin-Toyohashi ist ein Kopfbahnhof und die nördliche Endstation der Atsumi-Linie, die nach Mikawa-Tahara auf der Atsumi-Halbinsel führt. Für ihren Betrieb zuständig ist die Bahngesellschaft Toyohashi Tetsudō, eine Tochtergesellschaft der Meitetsu-Gruppe. Nahverkehrszüge verkehren täglich durchgehend im 15-Minuten-Takt zwischen 6:00 und 23:30 Uhr.
Der Bahnhof steht im zentralen Stadtteil Ekimae-Ōdōri und grenzt an den nördlich davon befindlichen Bahnhof Toyohashi, getrennt durch einen auf drei Seiten umschlossenen Vorplatz. Er besitzt zwei stumpf endende Gleise an einem Mittelbahnsteig. Es besteht zwar eine Gleisverbindung zur parallel verlaufenden Tōkaidō-Hauptlinie, die aber mehrere Rangiermanöver erfordert und deshalb kaum genutzt wird. In das dreistöckige Empfangsgebäude integriert sind eine FamilyMart-Filiale und eine private Weiterbildungsschule.

## Geschichte
Die Bahngesellschaft Atsumi Dentetsu nahm in den Jahren 1924/25 die Atsumi-Linie in mehreren Etappen in Betrieb, jedoch befand sich die stadtseitige Endstation einige hundert Meter vom Hauptbahnhof entfernt an der Haltestelle Hanada. Nach dem Erwerb der dafür notwendigen Grundstücke konnte die Strecke am 1. Oktober 1927 bis hierhin verlängert werden. Die neue Endstation trug zunächst den Namen Toyohashi-ekimae (豊橋駅前, dt. „vor dem Bahnhof Toyohashi“) und erhielt bereits am 13. Oktober die heutige Bezeichnung Shin-Toyohashi (新豊橋, dt. „Neu-Toyohashi“).
Durch eine Fusion ging die Atsumi-Linie am 1. September 1940 in den Besitz der Bahngesellschaft Meitetsu über. Ein US-amerikanisches Flächenbombardement am 19. und 20. Juni 1945 zerstörte nicht nur große Teile der Stadt, sondern richtete auch schwere Schäden am Bahnhof an; dennoch konnte der Verkehr nach kurzer Zeit wiederaufgenommen werden. Seit einer Umstrukturierung der Meitetsu-Gruppe am 1. Oktober 1954 ist die Toyohashi Tetsudō zuständig. Das heutige, um etwa 50 Meter verschobene Empfangsgebäude ist seit dem 5. Juni 2008 in Betrieb.